# Enantiostas
Enantiostas är kroppens mekanismer att kvarhålla sina fysiologiska och metabola funktioner när miljöfaktorer rubbar homeostasen så att den slås ut.
Vid enantiostas är effekten på kroppens inre kemi eller fysiologi motsatt en annan yttre eller inre kemisk eller fysiologisk reaktion, och inträffar för att skydda individen vid miljöombyte och ändå bibehålla den fysiologiska funktionaliteten. Enantiostasen kan till exempel handla om termoregleringen vid byte av temperatur i miljön (som vid hypotermi och ännu mer hos växelvarma djur).
Enantiostatiska reaktioner förekommer t.ex. hos osmokonforma djur såsom blötdjur och nässeldjur som kan anpassa sitt inre osmotiska tryck efter omgivningen och därmed upprätthålla saltbalansen. Sådan enantiostas är fysiologiskt krävande för individen, eftersom den upprättshålls genom ett komplicerat nätverk av kedjereaktioner för att skydda sig mot skadan i den förändrade elektrolytbalansen, vilket ofta sker genom förändringar i syra-basbalansen och på enzymatisk nivå.
Hos bl.a. människan är taurin känt för att skapa enantiostas, genom att delta i kalciumbalansen, som neuromodulerare och modulerare av system i metabolismen. 